# Metacatharsius pseudoopacus
Metacatharsius pseudoopacus är en skalbaggsart som beskrevs av Ferreira 1965. Metacatharsius pseudoopacus ingår i släktet Metacatharsius och familjen bladhorningar. Inga underarter finns listade i Catalogue of Life.